# Karby (Mors)
Karby es una localidad situada en el municipio de Mors, en la región de Jutlandia Septentrional (Dinamarca). Tiene una población estimada, a principios de julio de 2022, de 244 habitantes.
Está ubicada en la isla de Mors, en el estrecho de Limfjord, el cual separa la isla de Vendsyssel-Thy del resto de la península de Jutlandia.